# Josephine Stuart
Josephine Stuart  est une actrice britannique née le 16 novembre 1926 à Watford, Hertfordshire, Angleterre.

## Filmographie

### Cinéma
- 1947 : Les Amours de Joanna Godden de Charles Frend : Grace Wickens
- 1947 : The Silver Darlings : Una (Adult)
- 1948 : Fly Away Peter : Dandy
- 1948 : My Brother Jonathan : Lily
- 1948 : Oliver Twist de David Lean : Mère d'Oliver
- 1953 : The Straw Man : Miss Ward
- 1954 : Filles sans joie : Andy, pregnant inmate
- 1957 : Rien ne sert de pleurer : Mrs. Gardener
- 1960 : Night Train for Inverness

### Télévision

#### Séries télévisées
- 1950-1951 : BBC Sunday-Night Theatre : George's wife / Mildred Perry
- 1957 : The Vise : Ann
- 1958 : Television World Theatre : Ellie Dunn / Anya
- 1958-1967 : Emergency-Ward 10 : Sylvia Grenfell / Daphne
- 1959 : All Aboard : Mrs. Andrews, passenger
- 1959 : ITV Play of the Week : Alice
- 1960 : Man from Interpol : Betty

#### Téléfilms
- 1947 : The Princess and the Woodcutter : The Princess
- 1969 : Destiny of a Spy : Elizaveta